# 選手権
選手権（せんしゅけん）あるいはチャンピオンシップ（championship）とは、ある競技の中で最も優れた個人あるいはチーム、即ち優勝者を決めるために行なわれる大会や試合のこと。選手権大会や選手権シリーズ、選手権試合、王座決定戦などがある。また選手権は、それらの大会・試合の優勝者（チーム）に与えられる称号（タイトル）でもあり、その保持者はチャンピオン（選手権者）と称される（たとえばNHK杯テレビ将棋トーナメントやNHK杯テレビ囲碁トーナメント優勝者を表す「NHK杯選手権者」など）。
なお、大相撲のトーナメントでは「選士権」という場合もある（間違いでは無いが通常は相撲の出場者は力士と呼ばれ選手とは呼ばれないことから）。

## 選手権の形式
フィギュアスケートなどの採点競技や自転車競技のような記録競技の選手権大会では、トップレベルの競技者が一堂に会して競い合い、最も優れた成績を収めた者が新たなチャンピオンとなる。
対戦競技の選手権は、タイトルマッチ・システム、トーナメント・システム、リーグ・システムなどの形式により行われている。囲碁や将棋では、トーナメント・システム、リーグ・システムにより挑戦者を決定するタイトルマッチ・システム（挑戦手合制）を採用することもある。

### タイトルマッチ・システム
タイトルマッチ・システムとは、チャンピオンと挑戦者によるタイトルマッチで勝利した者が新たなチャンピオンとなる形式である。将棋や囲碁では挑戦手合制と呼ばれる。
ボクシングやプロレスのタイトルマッチでは、現役王者を負かすことによって新たに王者になれる（引き分けは王者防衛の場合がほとんど。プロレスでは王者の反則負け・リングアウト負けでは王座が移動しない団体もある）。この場合、競技によっては王者側の都合によって王座に挑戦出来る回数が変わってしまうという難点もある。たとえば防衛戦のスケジュールは「最低限Ｘヶ月に1回」という程度にしか制約できないため、最低限の回数で済ませるかそれ以上の試合数をこなすかはひとえに王者の都合による。挑戦者の選定も王者側の意向が大きく影響するため、極端な例では「強すぎて挑戦させてもらえない」ということすらある（王者が挑戦者を選べる以上、王者から見て「どう考えても勝てそうにない」相手は挑戦させないのが得策ともいえる。例えばプロレスのカール・ゴッチなどが「強すぎて王者が逃げた」とされていた）。また、かつてのボクシング界には「カラーライン」といって「黒人の挑戦は受けない」と宣言する王者もいた（黒人王者でも「黒人同士の試合では客が来ないから」と黒人の挑戦者を忌避した例もあった）。プロレスやボクシングのように世界・大陸・国家の各段階に王者（日本ボクシング界の場合は世界チャンピオン、東洋太平洋チャンピオン、日本チャンピオン）が存在する場合もあり、この場合日本チャンピオンが日本最強の選手とは限らなくなる。たとえば日本人初のボクシング世界王者である白井義男は世界王座奪取直後に日本王座を返上しており、世界王座在位中も含め引退まで日本王者にはつかなかった。

### トーナメント・システム
トーナメント・システムとは、トーナメントを開催してその優勝者がチャンピオンとなる形式である。サッカーのFAカップやスペイン国王杯はトーナメント・システムを採用している。FIFAワールドカップのように、トーナメント・システムにリーグ・システムを組み合わせてチャンピオンを決定する大会もある。

### リーグ・システム
リーグ・システムとは、リーグ戦によりチャンピオンを決定する形式である。同じくサッカーならばイングランドのプレミアリーグやイタリアのセリエA、日本のJリーグなどはリーグ・システムにより行われる。